# امیل سدارکرویتز
اِمیل سِدارْکرویْتْز (انگلیسی: Emil Cedercreutz; ۱۶ مهٔ ۱۸۷۹ – ۲۸ ژانویهٔ ۱۹۴۹) مجسمه‌ساز، نویسنده، شاعر، و هنرمند تجسمی اهل فنلاند بود.

## نگارخانه

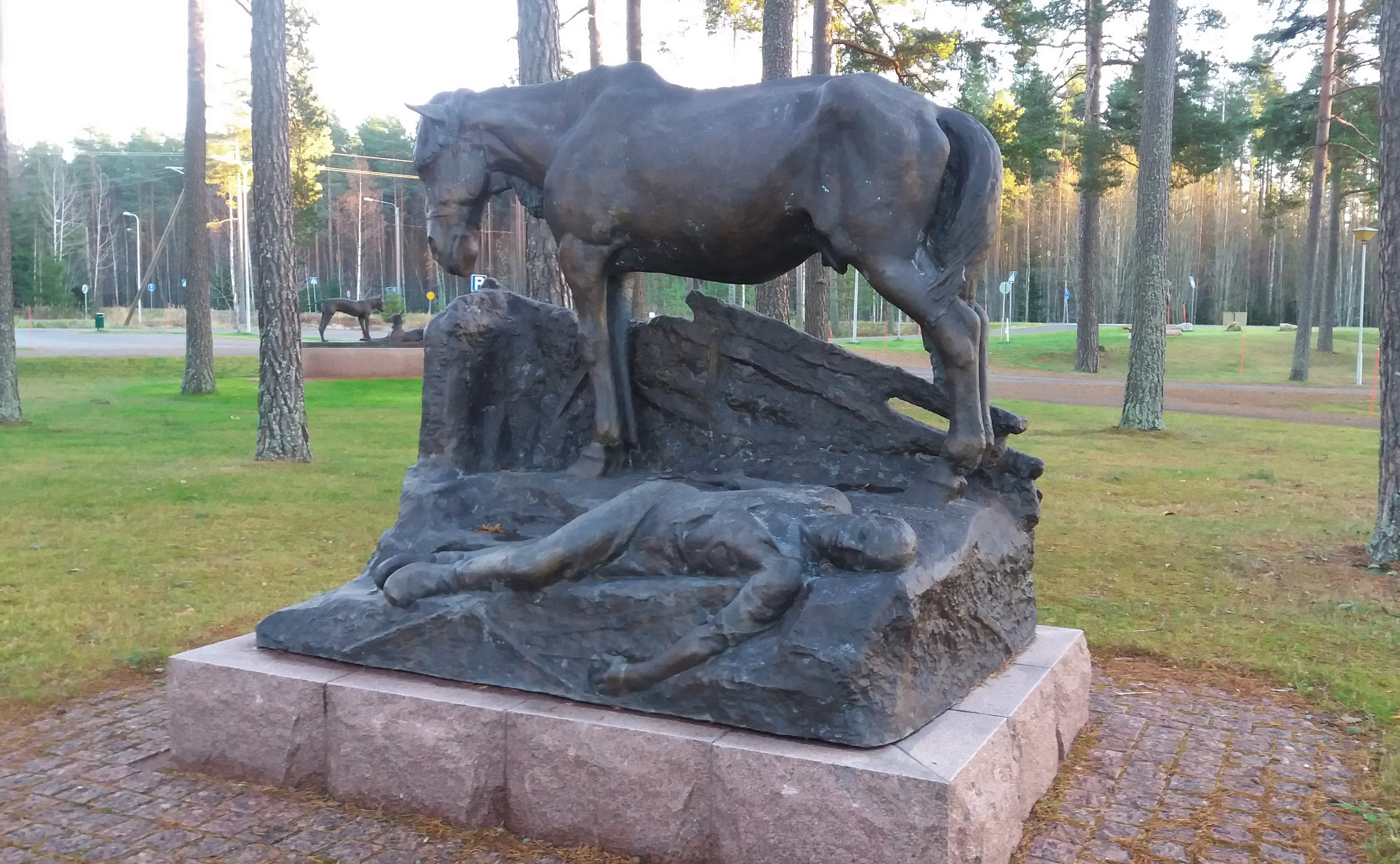
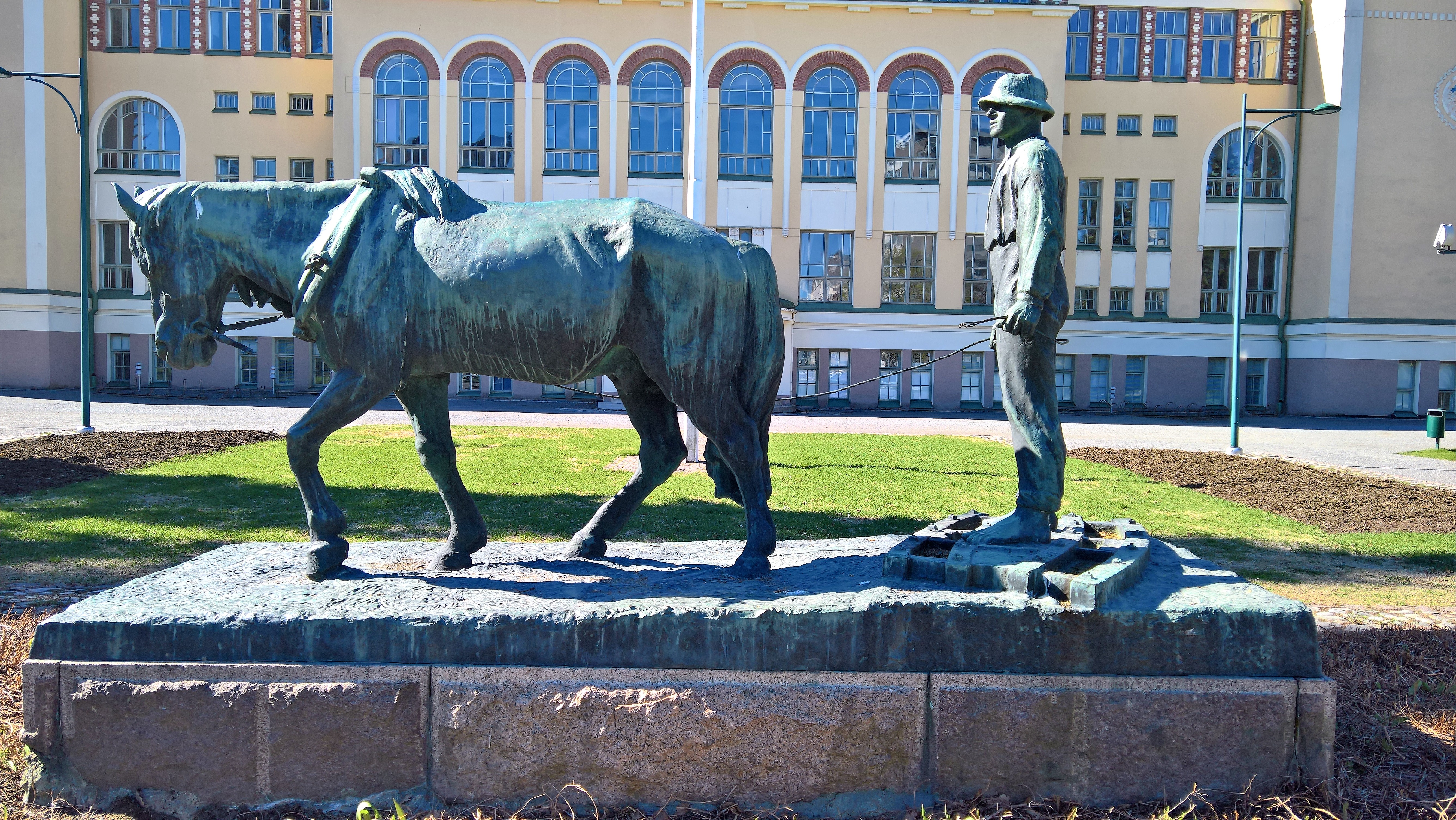
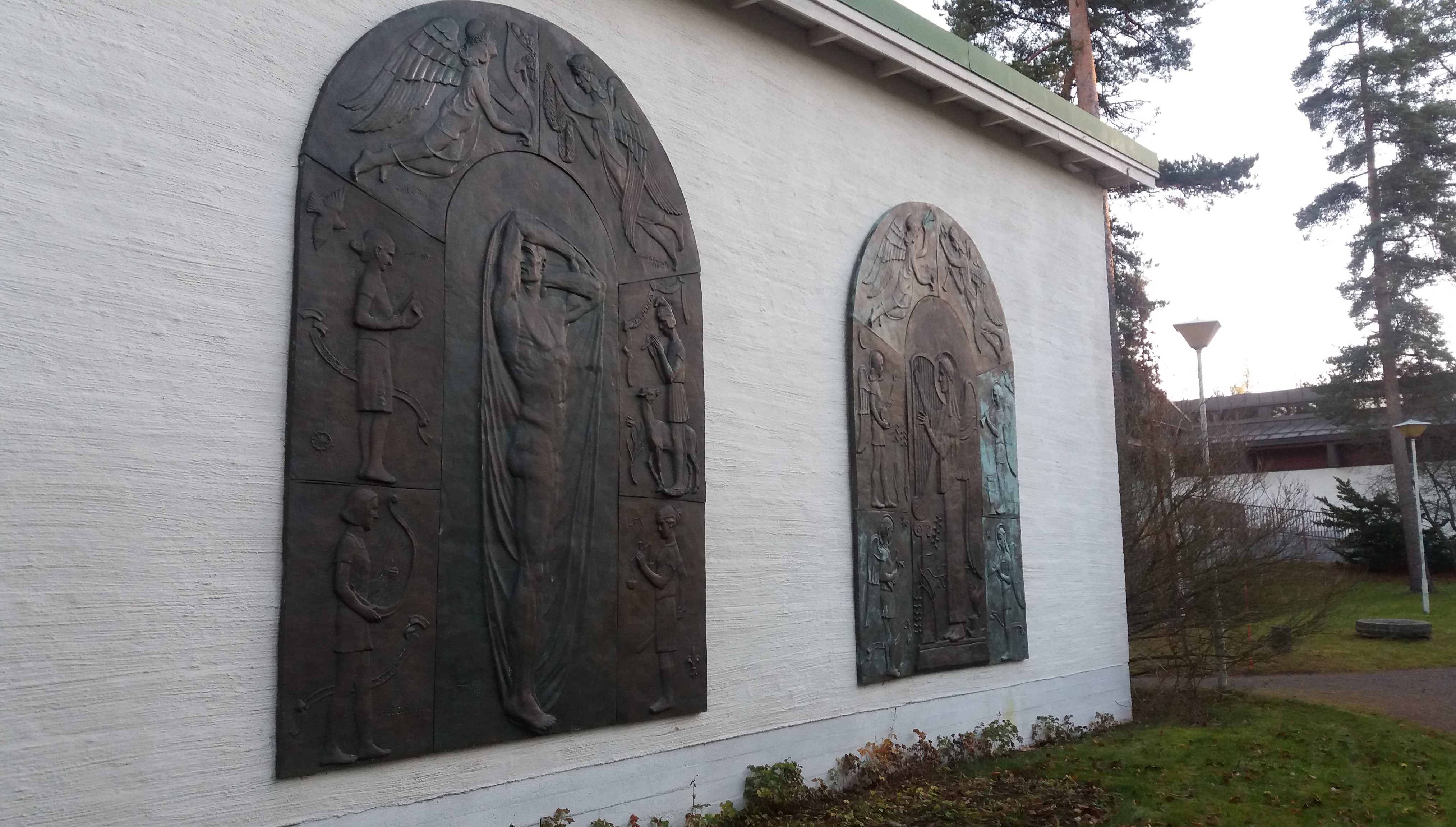
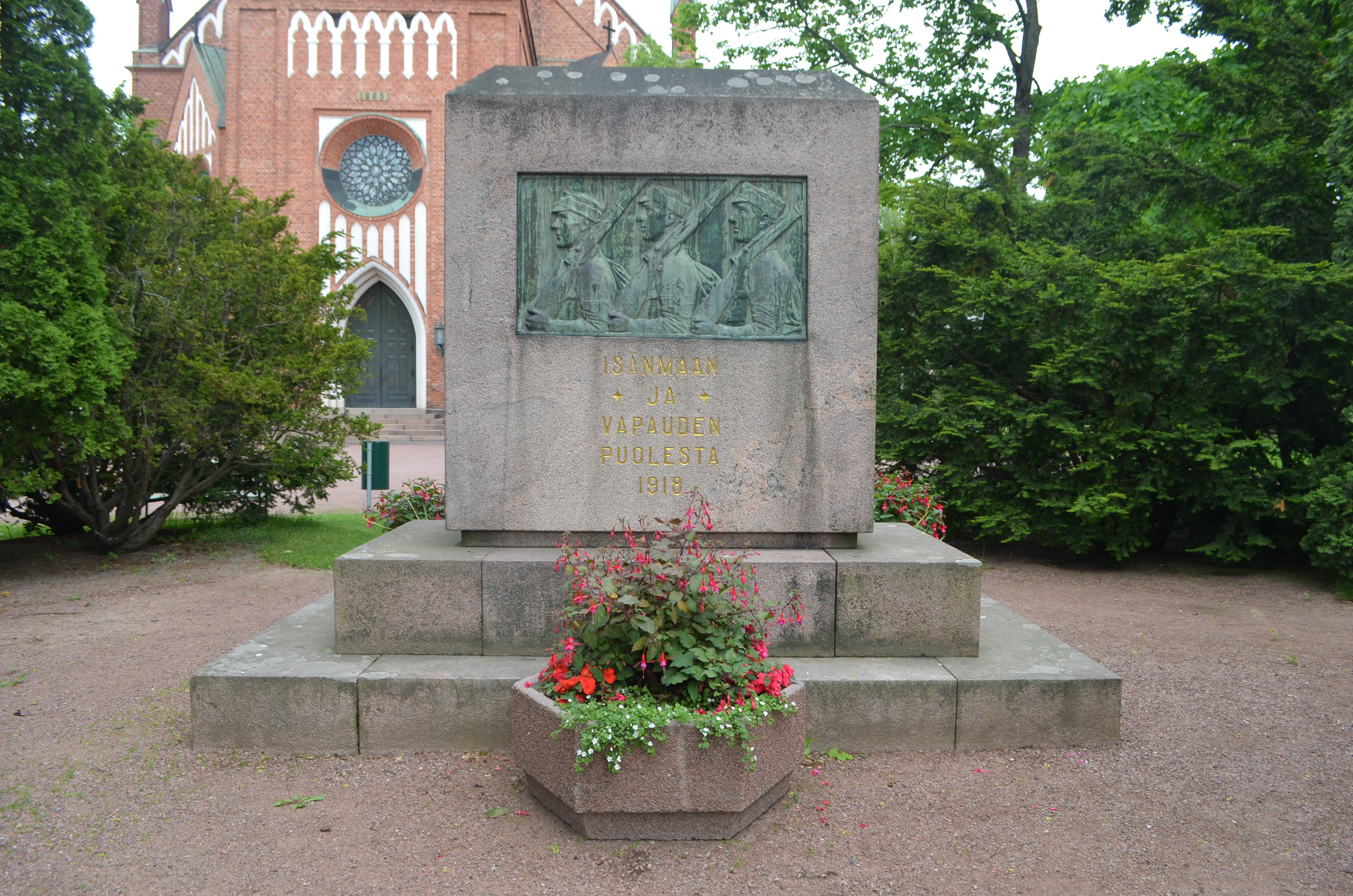